# Колон (Небраска)
Колон (енгл. Colon) град је у америчкој савезној држави Небраска.

## Демографија
По попису из 2010. године број становника је 110, што је 28 (-20,3%) становника мање него 2000. године.
| Група             | 2000.       | 2010.        |
| Белци             | 127 (92,0%) | 110 (100,0%) |
| Афроамериканци    | 0 (0,0%)    | 0 (0,0%)     |
| Азијати           | 0 (0,0%)    | 0 (0,0%)     |
| Хиспаноамериканци | 10 (7,2%)   | 0 (0,0%)     |
| Укупно            | 138         | 110          |